# (724) Hapag
(724) Hapag – planetoida z pasa głównego asteroid okrążająca Słońce w ciągu 3 lat i 311 dni w średniej odległości 2,46 au. Została odkryta 21 października 1911 roku w Obserwatorium Uniwersyteckim w Wiedniu przez Johanna Palisę. Nazwa planetoidy pochodzi od towarzystwa żeglugowego Hamburg-Amerika Paketfahrt Aktien-Gesellschaft. Przed nadaniem nazwy planetoida nosiła oznaczenie tymczasowe (724) 1911 NC.
Przez wiele lat uznawana była za obiekt zaginiony. Dopiero w 1988 roku dwóch japońskich astronomów Nobuhiro Kawasato i Tsutomu Hioki dostrzegło obiekt, który prowizorycznie oznaczono numerem 1988 VG2. Syuichi Nakano zidentyfikował ten obiekt jako zaginioną planetoidę, którą wcześniej obserwował tylko Johann Palisa.